# ふるさと太鼓
「ふるさと太鼓」（ふるさとだいこ）は、美空ひばりのシングル。1976年3月1日に日本コロムビアから発売された。

## 解説
- 芸能生活30周年記念盤として発売され、A面『ふるさと太鼓』は音頭調のメロディに乗せて、ひばりがこぶしを効かせて歌っている[2]。
- B面『ひばりづくし』は、タイトルにひばりの名が入っているが、歌詞はひばりについて触れていない[2]。

## 収録曲
両曲共 作曲・編曲：船村徹
1. ふるさと太鼓
作詞：石本美由起
2. ひばりづくし
作詞：藤浦洸